# Hemträsket (sumpmark)
Hemträsket är en sumpmark i Finland. Den ligger i Kyrkslätt i landskapet Nyland, i den södra delen av landet, 25 km väster om huvudstaden Helsingfors.